# Ogdensburgite
La ogdensburgite è un minerale.